# Langrisser IV
Langrisser IV è un videogioco di ruolo sviluppato dalla CareerSoft e pubblicato dalla NCS nel 1997 per Sega Saturn e PlayStation. Si tratta del quarto capitolo della serie iniziata con Langrisser, e non è stato mai esportato al di fuori del Giappone.
La storia di Langrisser IV si discosta dalla trama dei precedenti tre videogiochi, ma si collega con quella del suo sequel Langrisser V: The End of Legend.
Come nei precedenti capitoli, il character design del gioco è disegnato da Satoshi Urushihara, mentre la colonna sonora è stata composta da Noriyuki Iwadare.